# Capellades
Capellades település Spanyolországban, Barcelona tartományban. Lakosainak száma 5567 fő (2024).

## Földrajza
Capellades La Torre de Claramunt, Vallbona d’Anoia és Cabrera d’Anoia községekkel határos.

## Közlekedés
A település az FGC vasúttársaság Llobregat–Anoia-vasútvonala vonalán fekszik, melyen Barcelona is könnyedén megközelíthető.

## Népesség
A település lakosságának változását az alábbi diagram mutatja:
| Lakosok száma | 487  | 2763 | 2306 | 2453 | 4886 | 5143 | 5525 | 5284 | 5293 | 5567 |
|               | 1717 | 1887 | 1936 | 1960 | 1986 | 2004 | 2009 | 2014 | 2019 | 2024 |